# 菅賢治
菅 賢治（すが けんじ、1954年11月27日 - ）は、日本のテレビプロデューサー。
日本テレビの元プロデューサーで、制作局長代理、制作局チーフプロデューサー、制作局次長、バラエティー局総務、編成局総務兼編成戦略センター長、制作局総務兼バラエティセンター長を歴任した。
長崎県佐世保市出身。長崎県立佐世保北高等学校、日本大学藝術学部卒業。
愛称、菅ちゃん、ガースー（同じ愛称で苗字が同じである菅義偉とは血縁関係はない）。俳優の菅裕輔は息子。
日本テレビ退社後はビズボランテに所属し、フリーの立場でバラエティ番組の演出、プロデュース、また講演なども行なっている。

## 来歴
大学在学中、“ABLE”というバンドのボーカルを務め、渋谷にあったライブハウス・“ヘッドパワー”に常時出演するなど、ミュージシャンを目指していたが挫折。その後1982年、知人に誘われ、日本テレビの子会社である日本テレビエンタープライズの契約社員となり、ADとして経験を積んでディレクターに昇格。『酒井広のうわさのスタジオ』など主にワイドショーを担当した。1988年、日本テレビに中途入社。
ダウンタウンや明石家さんまを起用した番組を成功させた。『ダウンタウンのガキの使いやあらへんで!!』（ガキの使い）では時折、自ら出演者としても参加。菅を主役にした企画も数多く、独特のキャラクターと、下手な芸人顔負けのギャグセンスを発揮することもある。また、ドラマ『明日があるさ』にも出演したことがある。罰ゲームである『絶対に笑ってはいけないシリーズ』では、毎度毎度、看板や写真、ポスター、新聞などの小道具に登場し、笑いを誘った。
2005年6月、チーフプロデューサーに昇格。吉田真、安岡喜郎、梅原幹CPらから担当番組を引き継いだ。2006年1月16日、組織変更に伴い制作局付となり、2007年7月1日、井上健とともに制作局次長に就任した。
そして、2008年7月1日より担当していたすべての番組を竹内尊実、大野彰作チーフプロデューサーらに引き継いでいる。局次長就任後も現場に顔を出し、『ガキの使い』においては従来通りオープニングや罰ゲーム企画に出演した。
2009年7月1日からはバラエティー局総務に、2010年6月29日からは編成局総務、編成戦略センター長に、2011年7月1日から制作局総務兼バラエティーセンター長に、2012年6月1日より制作局長代理兼チーフプロデューサーとなり鈴木雅人、松岡至が担当した一部の番組のチーフプロデューサーに就任した。2012年9月2日より担当していた一部の番組を大野彰作、松崎聡男に、また同年12月1日より担当していた一部の番組を松崎聡男、加藤幸二郎に引き継ぐとともに、編成局番組制作向上推進事務局員も兼務する。しかし、2013年6月1日付で制作局チーフプロデューサーと編成局番組制作向上推進事務局兼務を解き、制作局長代理専任になる。また、同日付で担当していた番組は、田中宏史チーフプロデューサーが引き継いだ（行列は福田博之CPと共同）。
2014年3月31日付で日本テレビを退職。退職後もフリーのプロデューサーとして、引き続き日本テレビの番組に関わっている。

## エピソード
- 大学時代にピザ屋で、初対面の杉田かおると杉田の母親に気に入られピザを奢ってもらう。

- ポーチを持って行動する機会が多かったが、「恋のから騒ぎ」で出演者のある女性が「ポーチを持っている男性はダサく見える」と発言したのをきっかけに、以降、菅自身も含めたスタッフ全員がポーチを持たなくなった。

- 『24時間テレビ 「愛は地球を救う」』の深夜枠制作に参加した際、その番組内容が低俗なものであるとして視聴者等各方面から苦情が寄せられた。それから数年後再び深夜枠のプロデューサーを担当し、2012年度は番組全体のチーフプロデューサーを務めた。

- 『ガキの使い』の中でスタッフ人気の高い『山崎VSモリマン』を大晦日に生放送でやりたいと考え、上層部に企画書を提出した所、「バカかお前は!」とどやし付けられたという。後日、菅本人は『ガキの使い』で「必ず実現させます!」と発言した上で実行させ、ダウンタウンの喝采を浴びた。

- 『ガキの使い』の企画でココリコ・遠藤章造と58分8秒間キスをし続けたことがある（1997年11月2日放送「街角耐久企画 アツアツキッスグランプリ！！」）[注 1]。

- 2008年7月27日、フジテレビの特別番組『FNS27時間テレビ!!みんな笑顔のひょうきん夢列島!!』の1コーナー『さんま・中居の今夜も眠れない』内にて他局であるフジテレビに電話音声経由ながら初出演を果たした。

- 2013年2月2日深夜（2月3日午前）NHKとの共同制作の特別番組、『日テレ×NHK 60番勝負』（日テレで放送）の互いの局内に潜入する企画で、NHK側が日テレ汐留本社に潜入した際に登場し、「プロフェッショナル 仕事の流儀」風の演出で紹介された。

## 現在の担当番組

### 総監督
- 踊る!さんま御殿!!

### プロデューサー
- 誰も知らない明石家さんま

### 企画・プロデュース
- 太田上田（中京テレビ放送）

## 過去の担当番組
- 恋のから騒ぎ
- Dの嵐!
- Gの嵐!
- 不幸の法則
- 爆笑問題の比較Qイズ!!
- ロンQ!ハイランド
- あややゴルフ
  - あややゴルフ2
- 面白いじわるクイズ
- サルヂエ
- バック・トゥ・ザ・フーズ（2007年1月13日、サタデーバリューフィーバー枠で放送）
- オトナの社会科見学（2007年4月7日、サタデーバリューフィーバー枠で放送）
- 伊東家の食卓
- 衝撃リポート!!世界の怪奇現象・大追跡スペシャル
- ダウンタウンvs魔術師Dr.レオン!! 絶対見破るぞ史上最強マジックSP
- ガリレオの遺伝子
- びっくり!新世界地図 世界のスゴイ映像祭り あなたの知らない世界見せますSP
- 死ぬかと思った（ドラマ）
- ハリコミらいおん!!
- 週刊オリラジ経済白書
- 音燃え!
- 太田光の私が総理大臣になったら…秘書田中。
- HAPPY!
- いつみても波瀾万丈
- 金曜スーパープライム
- 芸能★BANG+
- 誰だって波瀾爆笑
- おしゃれイズム
- TOKYOヒットガール
- 笑点
- メレンゲの気持ち
- 天才!志村どうぶつ園
- ザ!鉄腕!DASH!!
- アナザースカイ
- 幸せ!ボンビーガール
- スター☆ドラフト会議
- 行列のできる法律相談所
- 有吉反省会
- 人生が変わる1分間の深イイ話
- しゃべくり007
- 月曜から夜ふかし
- 芸人報道
- ニノさん
- 東京エトワール音楽院
- 大人気店でドッキリ!!ありえない商品 売れる?!売れない?!（第2回(2012年10月11日)放送回から第4回(2013年4月12日)放送回まで）
- うわっ!ダマされた大賞（第4回(2012年2012年10月8日)放送回から第6回(2013年3月25日)放送回まで）
- 世界1のSHOWタイム〜ギャラを決めるのはアナタ〜（第6回(2012年9月29日)放送回から第7回(2013年1月2日)放送回まで）
- 24時間テレビ 「愛は地球を救う」
1992年に深夜のコーナー演出を担当した時、深夜の大喜利コーナーで松本人志にチェーンソーを持たせ、ヘルメットをかぶった吉田ヒロに、動いているチェーンソーを当てるなど過激な企画に視聴者からクレームが殺到。その後1998年から2000年に深夜枠のプロデューサー、2009年に制作、2012年にチーフプロデューサーとして参加。
- 鶴太郎の危険なテレビ
1988年放送。菅のバラエティ番組のディレクターデビュー番組。制作者としては何も知らなかった当時の自分に対しても蔑むことなく付き合ってくれた片岡鶴太郎に菅は感謝している。鶴太郎も菅の番組作りに対する真摯な姿勢を評価しており、俳優に専念するためにバラエティ番組の出演を減少させていた時期でも『ダウンタウンの裏番組をブッ飛ばせ!!』や『発明将軍ダウンタウン』といった菅が関わる番組には出演していた。
- さんま・一機のイッチョカミでやんす
- 午後は○○おもいッきりテレビ
- 一攫千金!!スーパーマーケット
- ダウンタウンのハッピーニューイヤーンバカーン（1992年、1993年正月特番）
- 発明将軍ダウンタウン
- おしゃれカンケイ
- 明石家出版
- 快傑!コウジ園
- Cの嵐!
- 国民クイズ常識の時間
- 摩訶!ジョーシキの穴
- 笑いの巨人
- 吉本ばかな
- さんま・所の乱れ咲き!!花の芸能界・オシャベリの殿堂
- たけし・さんまの世紀末特別番組・世界超偉人伝説!!
- ダウンタウンの裏番組をブッ飛ばせ!!
- ¥マネーの虎（監修）
- 驚き!謎マネー100連発・世間を騒がすアノ値段一挙公開スペシャル（監修）
- 電波少年的トキワ荘（エグゼクティブプロデューサー）
- 発掘!ブレイクネタ 芸人!芸人!!芸人!!!（BeeTV）
- 太田と上田（BeeTV）
- 大笑点（2006年、2007年、2008年）
- さんま&SMAP!美女と野獣のクリスマススペシャル（2014年、2015年）
- ダウンタウンのガキの使いやあらへんで!
プロデューサー・演出→チーフプロデューサー→総監督
一時離脱時期有りも大晦日SPには何らかの形で出演していた。
- いま知りたい天才5人VSさんま岡村SP
- 明石家さんまの転職DE天職 ※第2回目以降からプロデューサーを担当している。

## 著書
- 菅ちゃんの笑ったもん勝ち（1996年、ごま書房刊）
上下巻に分かれており、上巻はお笑いタレント編、下巻は番組制作の舞台裏を、それぞれ紹介している。
- 笑う仕事術 (2014年8月25日、ワニブックスPLUS新書刊)